# Anthophora intricata
Anthophora intricata är en biart som beskrevs av Giovanni Gribodo 1924.
Anthophora intricata ingår i släktet pälsbin och familjen långtungebin. Inga underarter finns listade i Catalogue of Life.